# Snapchat
Snapchat (cunoscut și sub denumirea de SC sau Snap) este o aplicație de mesagerie multimedia folosită la nivel global, creată de Evan Spiegel, Bobby Murphy și Reggie Brown, foști studenți la Universitatea Stanford și dezvoltată de Snap Inc., inițial Snapchat Inc.
Una dintre principalele caracteristici ale Snapchat este că imaginile și mesajele sunt de obicei disponibile doar pentru o perioadă scurtă de timp înainte de a fi inaccesibile destinatarilor lor. În februarie 2018, Snapchat are 187 de milioane de utilizatori activi zilnic.